# Australopithecus afarensis
Australopithecus afarensis è una specie estinta di ominide del genere Australopithecus vissuta in Africa tra 4 e 3 milioni di anni fa. Fu identificata nel 1974 a seguito di una serie di ritrovamenti di fossili nella Depressione di Afar in Etiopia.

## Lucy

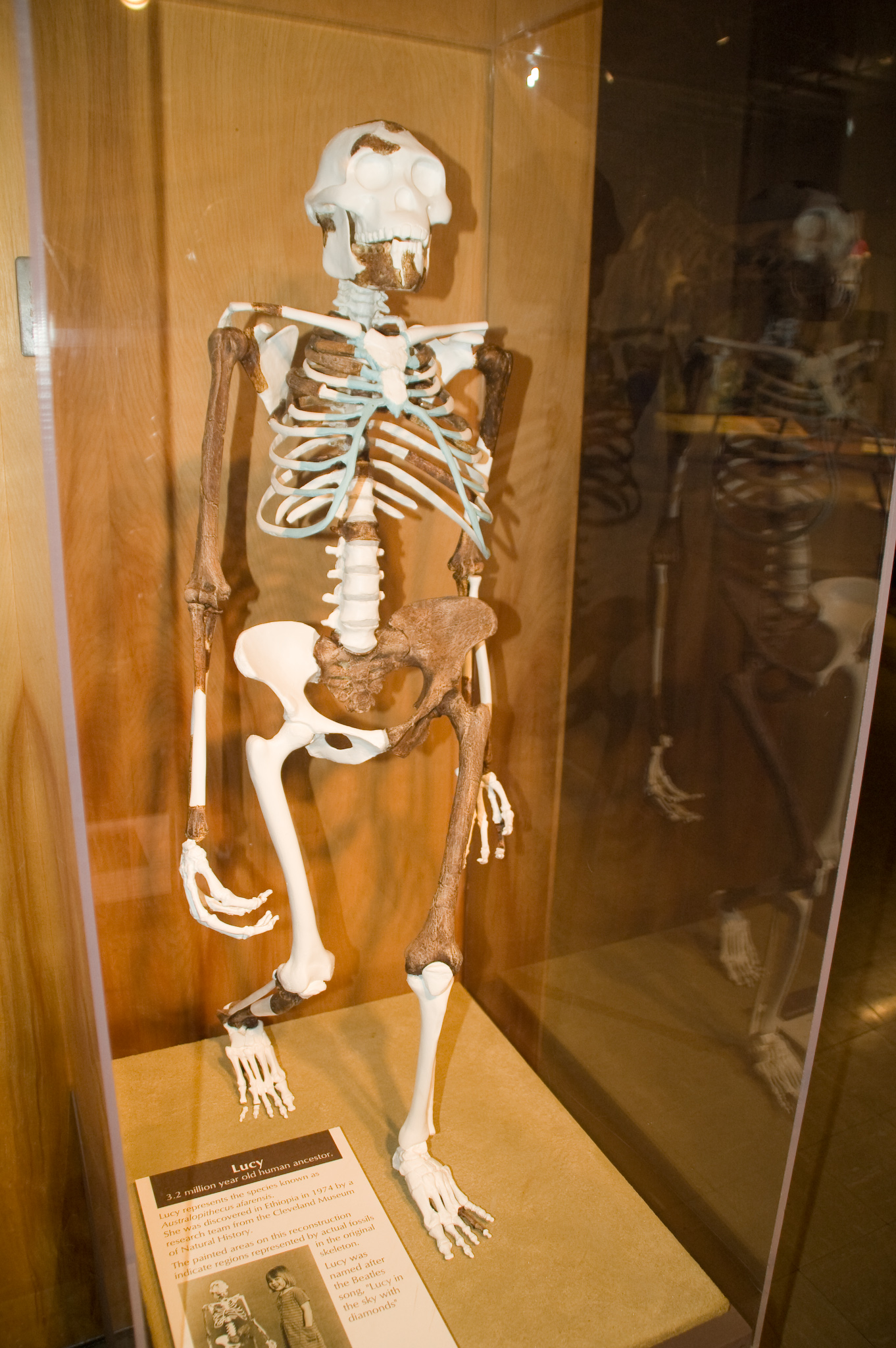
Ricostruzione dello scheletro di Lucy. Museo di storia naturale di Cleveland

Il 24 novembre 1974 ad Hadar nel triangolo di Afar i paleontologi Yves Coppens, Donald Johanson, Maurice Taïeb e Tom Gray rinvennero i resti di un esemplare femmina dell'età apparente di 18 anni di una nuova specie di Australopithecus vissuta circa 3,2 milioni di anni fa (Piacenziano), che fu denominata Australopithecus afarensis. Al fossile venne dato il nome di Lucy, in onore della canzone Lucy in the Sky with Diamonds dei Beatles, mentre in amarico è noto come Dinqinesh, che significa "Tu sei meravigliosa". Il suo nome in codice è A.L. 288 (Afar Locality n° 288)..
I resti comprendevano circa il 40% dello scheletro (52 ossa). Particolarmente importanti l'osso pelvico, il femore e la tibia, perché la loro forma lascia pensare che questa specie fosse già bipede. Era alta circa 1,07 metri, piuttosto piccola per la sua specie, e pesava probabilmente tra i 29 e i 45 kg. Aveva denti simili a quelli umani, ma il cranio era ancora scimmiesco, con una capacità tra i 375 e i 500 cm³. Morì sulle rive di una palude, probabilmente di sfinimento, e fortunatamente nessun predatore se ne cibò disperdendone le membra, così che il corpo, sommerso dal fango, si fossilizzò nel corso dei millenni fino a diventare roccia. Dopo milioni di anni il suo scheletro è ritornato alla luce quasi intatto e ci offre oggi una preziosa testimonianza sulla costituzione fisica degli ominidi di quel periodo.
Pur essendo perfettamente adatta alla locomozione bipede, conduceva ancora una vita in parte arboricola. Si pensa che salisse sugli alberi per sfuggire ai predatori e per trascorrere la notte. Era più piccola del maschio. Si pensa che vivesse in un gruppo formato da adulti e giovani. I suoi denti erano adatti a un'alimentazione onnivora, basata sulla raccolta di vegetali e la cattura di insetti e lucertole. Secondo altre fonti, mentre in passato si riteneva che la dieta degli Australopitecini gracili consistesse in parte di carne, anche sulla base dei ritrovamenti di accumuli di ossa, più di recente tali accumuli sono stati attribuiti all'attività di Homo habilis. I loro grandi molari indicano che mangiassero cibi abbastanza duri, probabilmente erba o semi di cereali. Lo spessore dello smalto indica anch'esso che mangiassero cibi duri.

## Ritrovamenti successivi - Prima Famiglia
Nel 1975 vi fu un altro ritrovamento più consistente. Si trattava di 13 individui differenti di tutte le età, risalenti ad almeno 3,2 milioni di anni e quindi "coevi" di Lucy. Le dimensioni di questi esemplari variavano considerevolmente, al punto tale da indurre alcuni scienziati a pensare che si trattasse di due o tre specie diverse. Donald Johanson, diversamente, sostenne che tutti i fossili appartenevano alla stessa specie (da cui il nome << Prima Famiglia >>) , in cui il maschio è molto più grande della femmina. Altri invece pensavano che l'esemplare più grande appartenesse ad una primitiva specie di Homo habilis.
Una scoperta interessante venne fatta nel 1978 da Paul Abell a Laetoli in Tanzania. Il ricercatore scoprì due serie di impronte, più una terza su cui vi sono delle incertezze, risalenti ad almeno 3,7 milioni di anni. Le due coppie di orme presentavano delle differenze sostanziali nelle dimensioni, fatto che secondo alcuni ricercatori, confermerebbe lo spiccato dimorfismo sessuale esistente negli Australophitecus. La falcata ci indica un'altezza compresa tra il 1,2 m e 1,4 m.
Alcuni paleontologi assegnarono le orme di Laetoli all'Australopithecus afarensis. Tra questi vi furono Suwa e White, che partendo dalle ossa dei preumani di Hadar, ricostruirono un piede in scala e trovarono che si adattava perfettamente alle orme. Per altri due paleontologi, Tobias e Clarke, queste impronte erano compatibili con un piede il cui alluce era divaricato, simile a quello dell'Australopithecus africanus. Bisogna tener presente che il luogo in cui sono state rinvenute le orme è distante 1.500 km da Hadar.
La formazione di questo "fossile indiretto" ebbe origine dalla sovrapposizione di uno strato di cenere, formatosi dall'eruzione del vulcano Sadiman, su un terreno molto secco. Su questo agirono delle piogge molto fitte che conferirono alla superficie una straordinaria plasticità, necessaria affinché ne rimanesse il calco una volta calpestata. Sotto l'azione del sole il terreno subì un processo di essiccazione e solidificazione aumentato dalla presenza di carbonati nella polvere vulcanica.
Del 1991 è il ritrovamento di fossili riconducibili all'Australopithecus afarensis avvenuto in Etiopia ad opera di Bill Kimbel e Yoel Rak. La loro età è di tre milioni di anni. Si tratta di un teschio completo al 70% appartenente ad un grosso maschio adulto. Ad oggi è il più completo di questa specie. Il volume dell'endocranio è di 550 cm³, molto grande rispetto agli altri crani ritrovati. Questa differenza così marcata fornirebbe un'ulteriore prova del loro dimorfismo sessuale.

## Selam

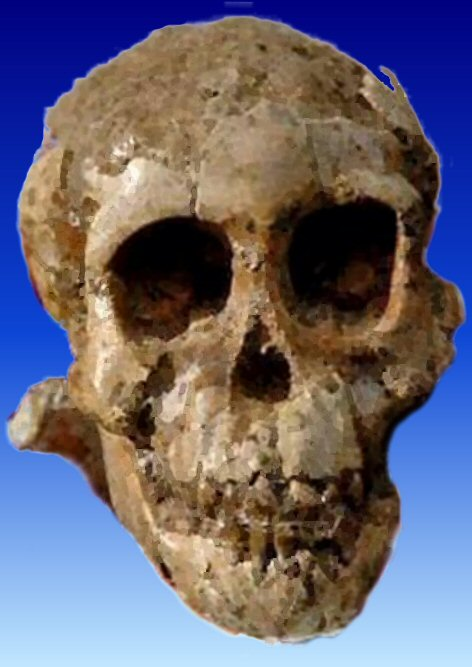
Il cranio di Selam

Selam (DIK-1/1), che in amarico significa "pace", è il nome dato allo scheletro fossile di una giovane femmina di circa tre anni. Di Selam sono stati ritrovati numerosi reperti in buono stato di conservazione: il cranio quasi completo, il torso, le scapole e buona parte delle gambe.
Lo scheletro di Selam permette di confermare le conoscenze già acquisite relativamente alla locomozione bipede degli australopitechi: la conformazione delle spalle e delle dita mostra che Selam si arrampicava agilmente sugli alberi per raccoglierne i frutti e si spostava prevalentemente su di essi, mentre quella del ginocchio le permetteva di camminare in posizione eretta, anche se non di correre. Questo tipo di locomozione "mista" era ben adattato all'ambiente dell'epoca, fatto di foreste e praterie, ma anche ricco di paludi come dimostrano i ritrovamenti di fossili di coccodrilli e ippopotami.

## Conferma della posizione eretta
Nel 2011 Carol Ward (Università del Missouri), Donald Johanson e William Kimbel (Università dell'Arizona) annunciarono con un articolo sulla rivista Science il ritrovamento ancora presso Hadar di un osso completo del quarto metatarso del piede appartenuto ad un Australopithecus afarensis, databile attorno ai 3,2 milioni di anni, la stessa datazione dello scheletro di Lucy. La sua conformazione ad arco, simile al corrispondente osso del piede umano, è compatibile con la deambulazione in posizione eretta, perché conferisce al piede elasticità sufficiente almeno a camminare a grandi falcate.
Il ritrovamento conferma l'ipotesi che gli Afarensis fossero parzialmente dei bipedi terrestri circa 1,2 milioni di anni prima del'Homo erectus.

## Nella cultura di massa
- Lucy appare nel film del 2014 Lucy di Luc Besson con protagonista Scarlett Johansson, in una scena in cui l'ominide è ricostruita in CGI.
- Il satellite naturale dell'asteroide 152830 Dinkinesh, scoperto il primo novembre 2023 dalla sonda spaziale della NASA Lucy,[18] è stato chiamato Selam (nome completo: Dinkinesh I Selam), dal nome di un fossile delle femmina di tre anni di età sopra ricordato. Il nome è stato proposto da Raphael Marschall ed è stato approvato dalla International Astronomical Union il 27 novembre 2023.[19]